# Чемпіонат Швеції з футболу 2011: Супереттан

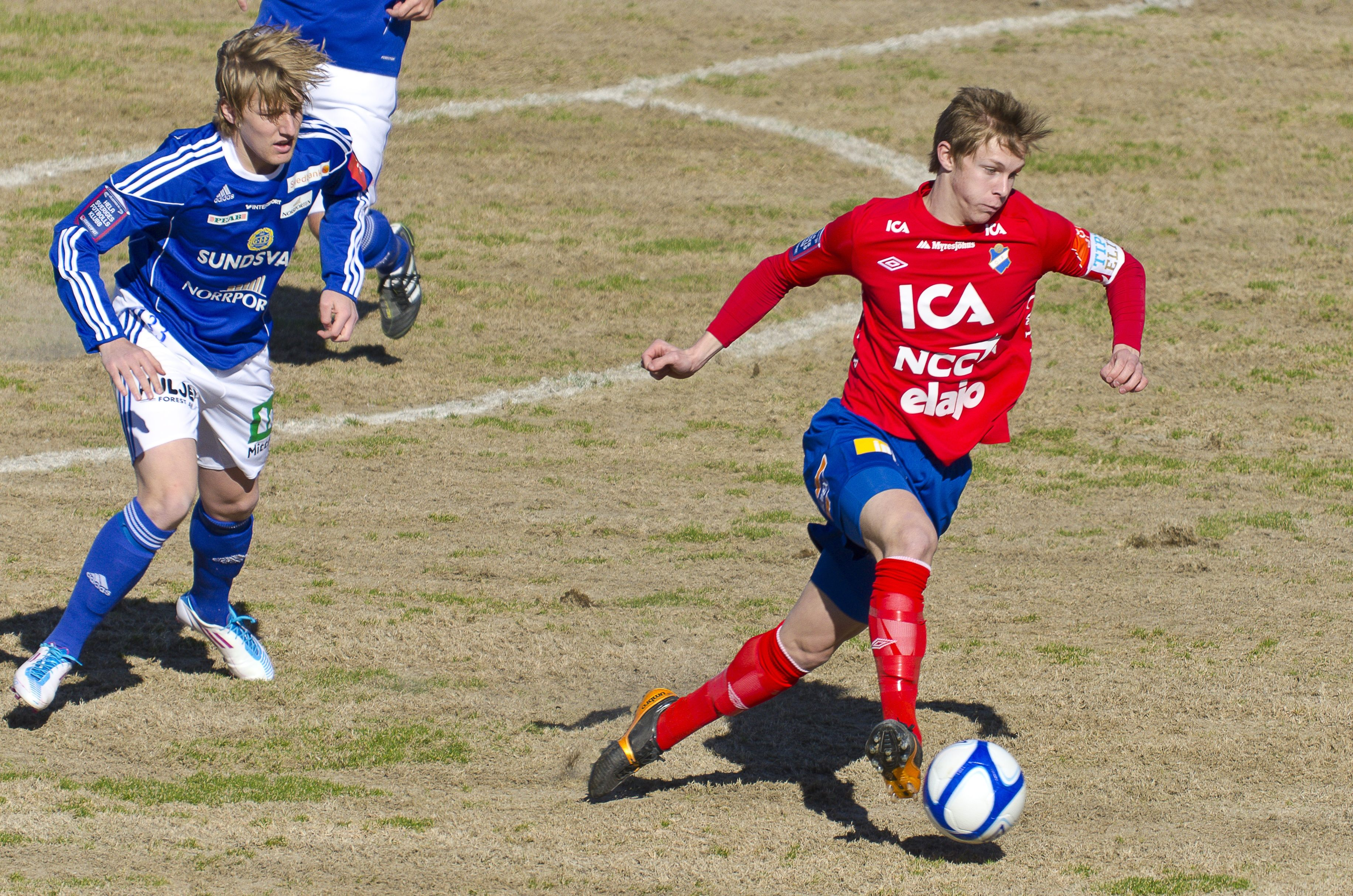
Матч ГІФ Сундсвалль - «Естерс» (Векше)

Супереттан 2011 — 12-й сезон у Супереттан, що є другим за рівнем клубним дивізіоном (сформованим у 2000 році) у шведському футболі після Аллсвенскан. 
У чемпіонаті взяли участь 16 клубів. Сезон проходив у два кола, розпочався у квітні й завершився в листопаді 2011 року.
Із Супереттан підвищились у класі клуби ГІФ Сундсвалль і Отвідабергс ФФ.
Переможцем змагань став клуб «Естерс» ІФ (Векше). Разом із ним путівки до вищого дивізіону вибороли з другої позиції «Броммапойкарна» (Стокгольм) та з третього місця Гальмстадс БК, який переміг у плей-оф на підвищення.

## Учасники сезону 2011 року
| Клуб                         | Місце в 2010                      |
| ---------------------------- | --------------------------------- |
| Отвідабергс ФФ               | 15-е в Аллсвенскан                |
| «Броммапойкарна» (Стокгольм) | 16-е в Аллсвенскан                |
| ГІФ Сундсвалль               | 3-є                               |
| «Ассиріска» (Седертельє)     | 4-е                               |
| Ландскруна БоІС              | 5-е                               |
| Юнгшиле СК                   | 6-е                               |
| Фалькенбергс ФФ              | 7-е                               |
| «Гаммарбю» (Стокгольм)       | 8-е                               |
| Дегерфорс ІФ                 | 10-е                              |
| «Браге» (Бурленге)           | 11-е                              |
| Енгельгольм ФФ               | 12-е                              |
| «Єнчепінг Седра» (Єнчепінг)  | 13-е                              |
| «Естерс» (Векше)             | 14-е                              |
| ІФК Вернаму                  | 1-е в Дивізіоні 1, Південна група |
| Вестерос СК                  | 1-е в Дивізіоні 1, Північна група |
| «Квідінг» (Гетеборг)         | 2-е в Дивізіоні 1, Північна група |

## Турнірна таблиця
| Поз | Команда                      | І  | В  | Н  | П  | ГЗ | ГП | РГ  | О  | Підвищення або пониження  |
| --- | ---------------------------- | -- | -- | -- | -- | -- | -- | --- | -- | ------------------------- |
| 1   | Отвідабергс ФФ (C, P)        | 30 | 18 | 3  | 9  | 58 | 31 | +27 | 57 | Підвищилися в Аллсвенскан |
| 2   | ГІФ Сундсвалль (P)           | 30 | 16 | 7  | 7  | 61 | 29 | +32 | 55 | Підвищилися в Аллсвенскан |
| 3   | Енгельгольм ФФ               | 30 | 15 | 8  | 7  | 47 | 40 | +7  | 53 | Плей-оф на підвищення     |
| 4   | «Естерс» (Векше)             | 30 | 14 | 8  | 8  | 40 | 28 | +12 | 50 |                           |
| 5   | Дегерфорс ІФ                 | 30 | 14 | 6  | 10 | 53 | 44 | +9  | 48 |                           |
| 6   | «Броммапойкарна» (Стокгольм) | 30 | 14 | 5  | 11 | 50 | 38 | +12 | 47 |                           |
| 7   | Фалькенбергс ФФ              | 30 | 14 | 3  | 13 | 50 | 43 | +7  | 45 |                           |
| 8   | Юнгшиле СК                   | 30 | 12 | 6  | 12 | 48 | 39 | +9  | 42 |                           |
| 9   | «Ассиріска» (Седертельє)     | 30 | 12 | 5  | 13 | 39 | 41 | −2  | 41 |                           |
| 10  | Ландскруна БоІС              | 30 | 11 | 8  | 11 | 36 | 39 | −3  | 41 |                           |
| 11  | «Гаммарбю» (Стокгольм)       | 30 | 11 | 7  | 12 | 37 | 40 | −3  | 40 |                           |
| 12  | «Єнчепінг Седра» (Єнчепінг)  | 30 | 12 | 4  | 14 | 44 | 53 | −9  | 40 |                           |
| 13  | ІФК Вернаму (O)              | 30 | 10 | 9  | 11 | 43 | 51 | −8  | 39 | Плей-оф на вибування      |
| 14  | «Браге» (Бурленге) (O)       | 30 | 7  | 10 | 13 | 30 | 50 | −20 | 31 | Плей-оф на вибування      |
| 15  | Вестерос СК (R)              | 30 | 7  | 7  | 16 | 39 | 66 | −27 | 28 | Вибули в Дивізіон 1       |
| 16  | «Квідінг» (Гетеборг) (R)     | 30 | 1  | 8  | 21 | 17 | 63 | −46 | 11 | Вибули в Дивізіон 1       |

## Плей-оф на підвищення
Команди, які зайняли в сезоні 2011 року 14-е місце в Аллсвенскан і 3-є в Супереттан, виборювали право виступити в найвищому дивізіоні:
| Команда 1      | Рахунок | Команда 2      |
| -------------- | ------- | -------------- |
| 27 жовтня 2011 |         |                |
| Енгельгольм ФФ | 2-1     | «Сиріанска» ФК |
| 30 жовтня 2011 |         |                |
| «Сиріанска» ФК | 3-1     | Енгельгольм ФФ |

Клуб «Сиріанска» ФК (Седертельє) зберіг право виступати в Аллсвенскан у сезоні 2012 року.

## Плей-оф на вибування
| Команда 1                           | Рахунок | Команда 2                           |
| ----------------------------------- | ------- | ----------------------------------- |
| 29 жовтня 2011                      |         |                                     |
| ІФ «Сильвія» (Норрчепінг)           | 1-3     | ІК «Браге» (Бурленге)               |
| 30 жовтня 2011                      |         |                                     |
| ФК «Весбю Юнайтед» (Уппландс-Весбю) | 0-2     | ІФК Вернаму                         |
| 5 листопада 2011                    |         |                                     |
| ІК «Браге» (Бурленге)               | 4-2     | ІФ «Сильвія» (Норрчепінг)           |
| 6 листопада 2011                    |         |                                     |
| ІФК Вернаму                         | 1-0     | ФК «Весбю Юнайтед» (Уппландс-Весбю) |

Клуби ІК «Браге» (Бурленге) та ІФК Вернаму завоювали право виступати в Супереттан у сезоні 2012 року.

## Найкращі бомбардири сезону
| Гравець           | Клуб             | Голи |
| ----------------- | ---------------- | ---- |
| Бранімір Гргота   | «Єнчепінг Седра» | 18   |
| Петер Самуельссон | Дегерфорс ІФ     | 17   |